# Tauriac-de-Naucelle
Pour les articles homonymes, voir Tauriac.
Tauriac-de-Naucelle est une commune française située dans le département de l'Aveyron, en région Occitanie.
Le patrimoine architectural de la commune comprend un immeuble protégé au titre des monuments historiques : le viaduc du Viaur, inscrit en 1984.

## Géographie

### Localisation
Située dans l'ouest du département de l'Aveyron, la commune est limitrophe du Tarn.

### Communes limitrophes
Les communes limitrophes sont  Cabanès, Camjac, Crespin, Naucelle, Pampelonne, Saint-Just-sur-Viaur et Tanus.
| Cabanès           | Naucelle            |                      |
| Crespin           | Tauriac-de-Naucelle | Camjac               |
| Pampelonne (Tarn) | Tanus (Tarn)        | Saint-Just-sur-Viaur |

### Hydrographie

#### Réseau hydrographique

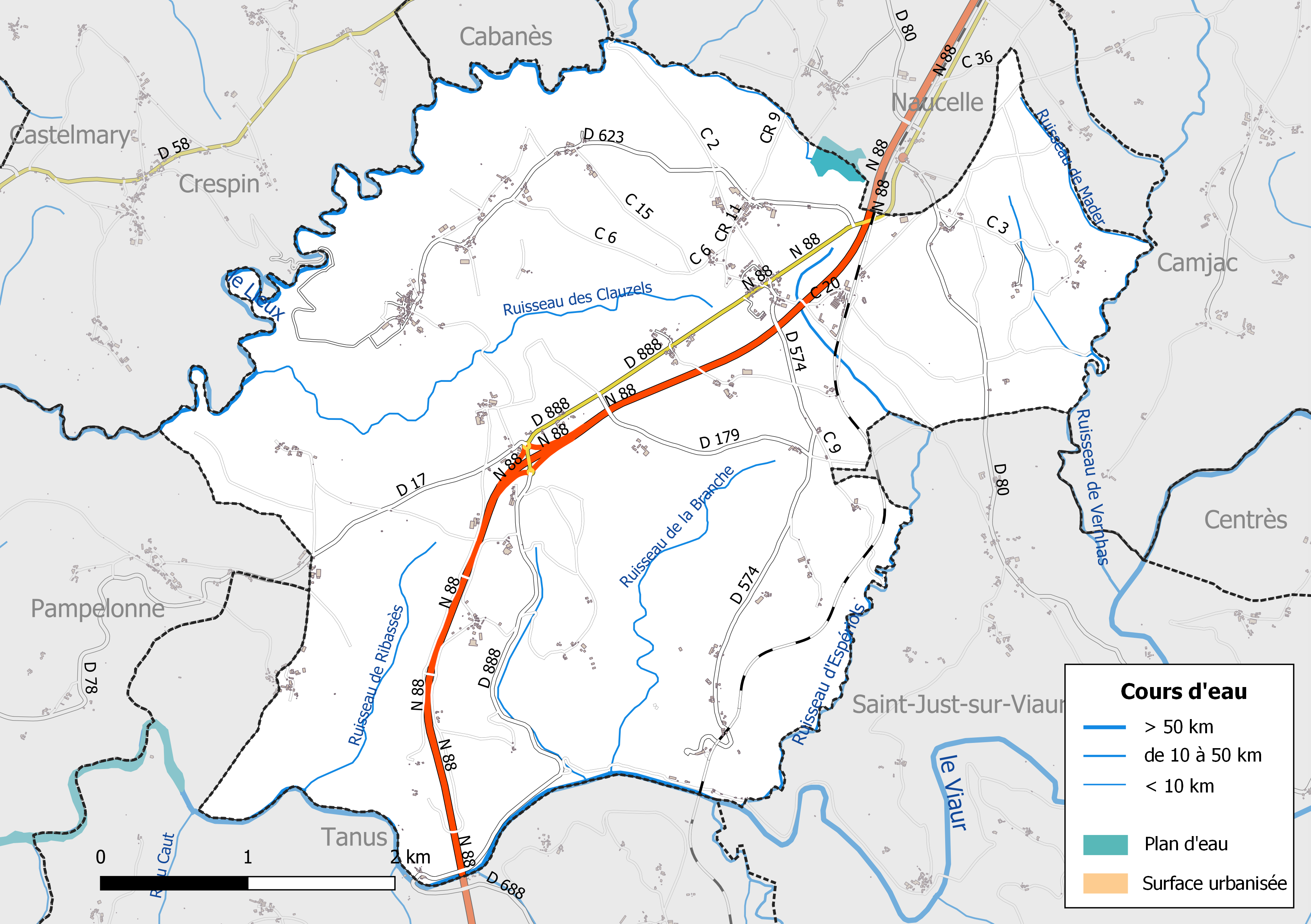
Réseaux hydrographique et routier de Tauriac-de-Naucelle.

La commune est drainée par le Viaur, le Lieux, le ruisseau d'Espériols, le ruisseau de Vernhas, le Néguebiau, le ruisseau de la Batherie, le ruisseau de la Branche, le ruisseau de Mader, le ruisseau de Ribassès, le ruisseau des Clauzels et par divers petits cours d'eau.
Le Viaur prend sa source à 1 086 m d’altitude dans la région naturelle du Lévézou qui présente un relief vallonné, dans la commune de Vézins-de-Lévézou pour confluer, après avoir parcouru environ 168 km, avec l'Aveyron à 146 m d’altitude en limite de Laguépie (Tarn-et-Garonne) et Saint-Martin-Laguépie (Tarn), après avoir arrosé 30 communes.
Le Lieux, d'une longueur totale de 25,3 km, prend sa source dans la commune de Quins et se jette  dans le Viaur à Crespin, après avoir arrosé 7 communes.

#### Gestion des cours d'eau
Afin d’atteindre le bon état des eaux imposé par la Directive-cadre sur l'eau du 23 octobre 2000, plusieurs outils de gestion intégrée s’articulent à différentes échelles pour définir et mettre en œuvre un programme d’actions de réhabilitation et de gestion des milieux aquatiques : le SDAGE (Schéma directeur d'aménagement et de gestion des eaux), à l’échelle du bassin hydrographique, et le SAGE (Schéma d'aménagement et de gestion des eaux), à l’échelle locale. Ce dernier fixe les objectifs généraux d’utilisation, de mise en valeur et de protection quantitative et qualitative des ressources en eau superficielle et souterraine. Trois SAGE sont mis en oeuvre dans le département de l'Aveyron.
La commune fait partie du SAGE du bassin versant du Viaur, approuvé le 28 mars 2018, au sein du SDAGE Adour-Garonne. Le périmètre de ce SAGE couvre 89 communes, sur trois départements (Aveyron, Tarn et Tarn-et-Garonne),. Le pilotage et l’animation du SAGE sont assurés par l’établissement public d'aménagement et de gestion des eaux (EPAGE) du bassin du Viaur, une structure qui regroupe les établissements publics de coopération intercommunale à fiscalité propre (EPCI-FP) dont le territoire est inclus (en totalité ou partiellement) dans le bassin hydrographique du Viaur et les structures gestionnaires de l’alimentation en eau potable des populations et qui disposent d’une ressource sur le bassin versant du Viaur. Il correspond à l’ancien syndicat mixte du Bassin versant du Viaur,.

### Climat
Pour des articles plus généraux, voir Climat de l'Occitanie et Climat de l'Aveyron.
En 2010, le climat de la commune est de type climat océanique altéré, selon une étude s'appuyant sur une série de données couvrant la période 1971-2000. En 2020, Météo-France publie une typologie des climats de la France métropolitaine dans laquelle la commune est exposée à un climat océanique altéré et est dans la région climatique Sud-est du Massif Central, caractérisée par une pluviométrie annuelle de 1 000 à 1 500 mm, minimale en été, maximale en automne.
Pour la période 1971-2000, la température annuelle moyenne est de 11,4 °C, avec une amplitude thermique annuelle de 15,6 °C. Le cumul annuel moyen de précipitations est de 942 mm, avec 11,1 jours de précipitations en janvier et 6,3 jours en juillet. Pour la période 1991-2020, la température moyenne annuelle observée sur la station météorologique la plus proche, située sur la commune de Colombiès à 21 km à vol d'oiseau, est de 11,5 °C et le cumul annuel moyen de précipitations est de 989,2 mm,. Pour l'avenir, les paramètres climatiques de la commune estimés pour 2050 selon différents scénarios d'émission de gaz à effet de serre sont consultables sur un site dédié publié par Météo-France en novembre 2022.

### Milieux naturels et biodiversité

#### Sites Natura 2000

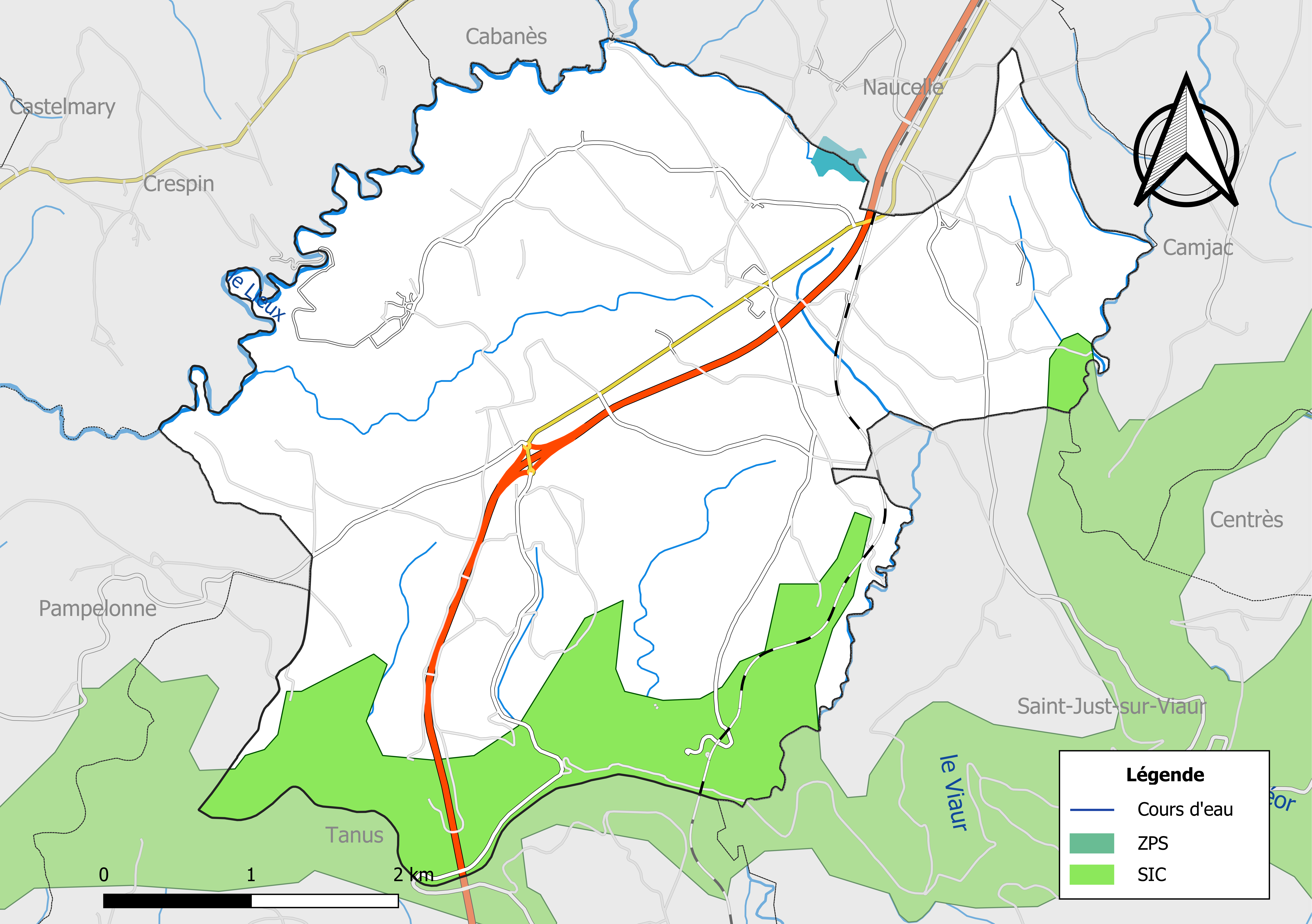
Sites Natura 2000 sur le territoire communal.

Le réseau Natura 2000 est un réseau écologique européen de sites naturels d’intérêt écologique élaboré à partir des Directives « Habitats » et « Oiseaux ». Ce réseau est constitué de Zones spéciales de conservation (ZSC) et de Zones de protection spéciale (ZPS). Dans les zones de ce réseau, les États Membres s'engagent à maintenir dans un état de conservation favorable les types d'habitats et d'espèces concernés, par le biais de mesures réglementaires, administratives ou contractuelles.
Un site Natura 2000 a été défini sur la commune au titre de la « directive Habitats » : 
- Les « Vallées du Tarn, de l'Aveyron, du Viaur, de l'Agout et du Gijou », d'une superficie de 17 144 ha, s'étendent sur 136 communes dont 41 dans l'Aveyron, 8 en Haute-Garonne, 50 dans le Tarn et 37 dans le Tarn-et-Garonne. Elles présentent une très grande diversité d'habitats et d'espèces dans ce vaste réseau de cours d'eau et de gorges. La présence de la Loutre d'Europe et de la moule perlière d'eau douce est également d'un intérêt majeur[18] ;

#### Zones naturelles d'intérêt écologique, faunistique et floristique
L’inventaire des zones naturelles d'intérêt écologique, faunistique et floristique (ZNIEFF) a pour objectif de réaliser une couverture des zones les plus intéressantes sur le plan écologique, essentiellement dans la perspective d’améliorer la connaissance du patrimoine naturel national et de fournir aux différents décideurs un outil d’aide à la prise en compte de l’environnement dans l’aménagement du territoire.
Le territoire communal de Tauriac-de-Naucelle comprend deux ZNIEFF de type 1,, 
la « Rivière du Viaur » (697,7 ha), couvrant 18 communes dont 14 dans l'Aveyron et 4 dans le Tarn ;
et la « Vallée du Viaur de Tanus à la confluence du Lieux » (1 035 ha), couvrant 4 communes dont 2 dans l'Aveyron et 2 dans le Tarn
et une ZNIEFF de type 2,, 
la « Vallée du Viaur et ses affluents » (27 587 ha), qui s'étend sur 56 communes dont 45 dans l'Aveyron, 10 dans le Tarn et 1 dans le Tarn-et-Garonne.

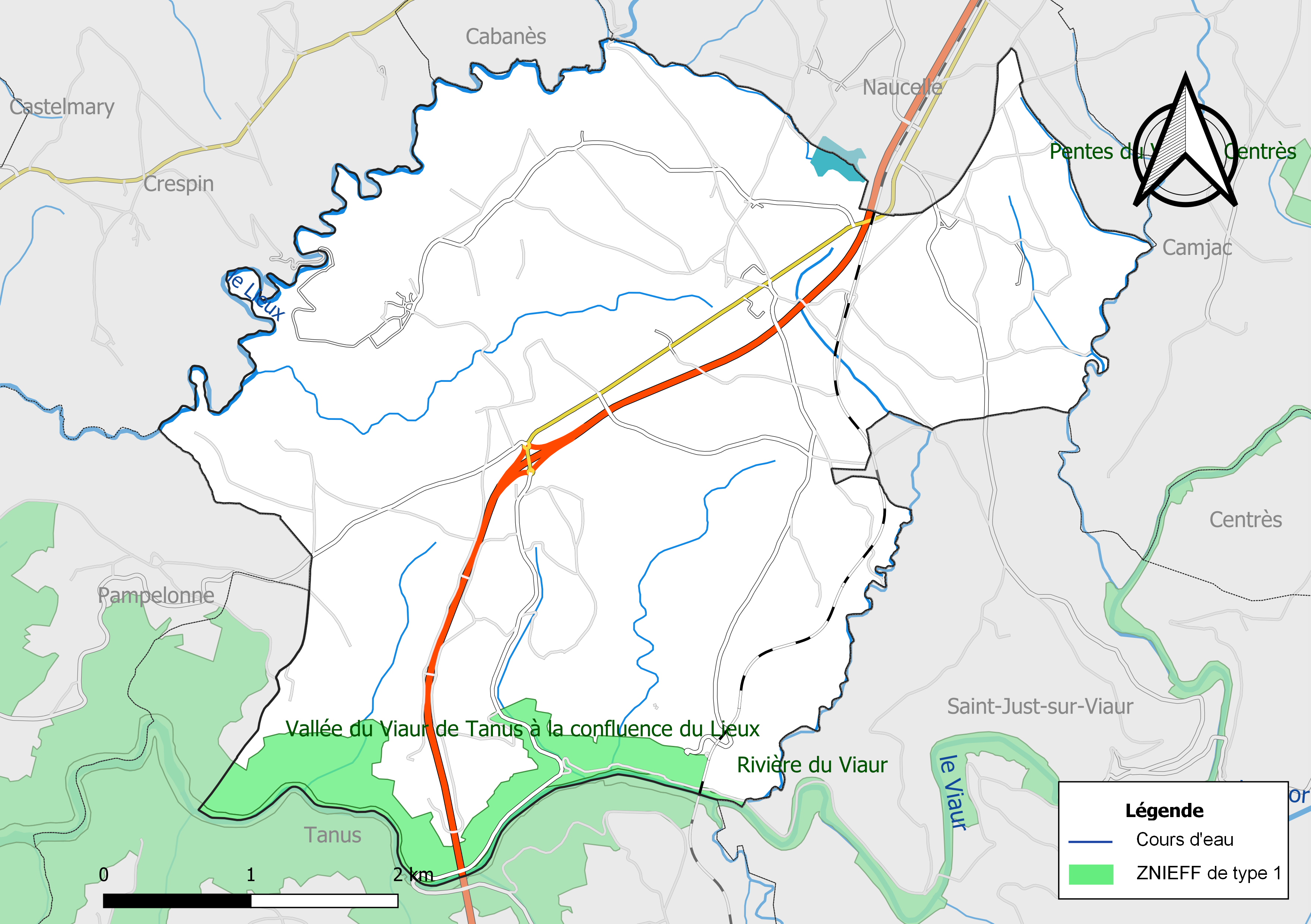
Carte des ZNIEFF de type 1 de la commune.
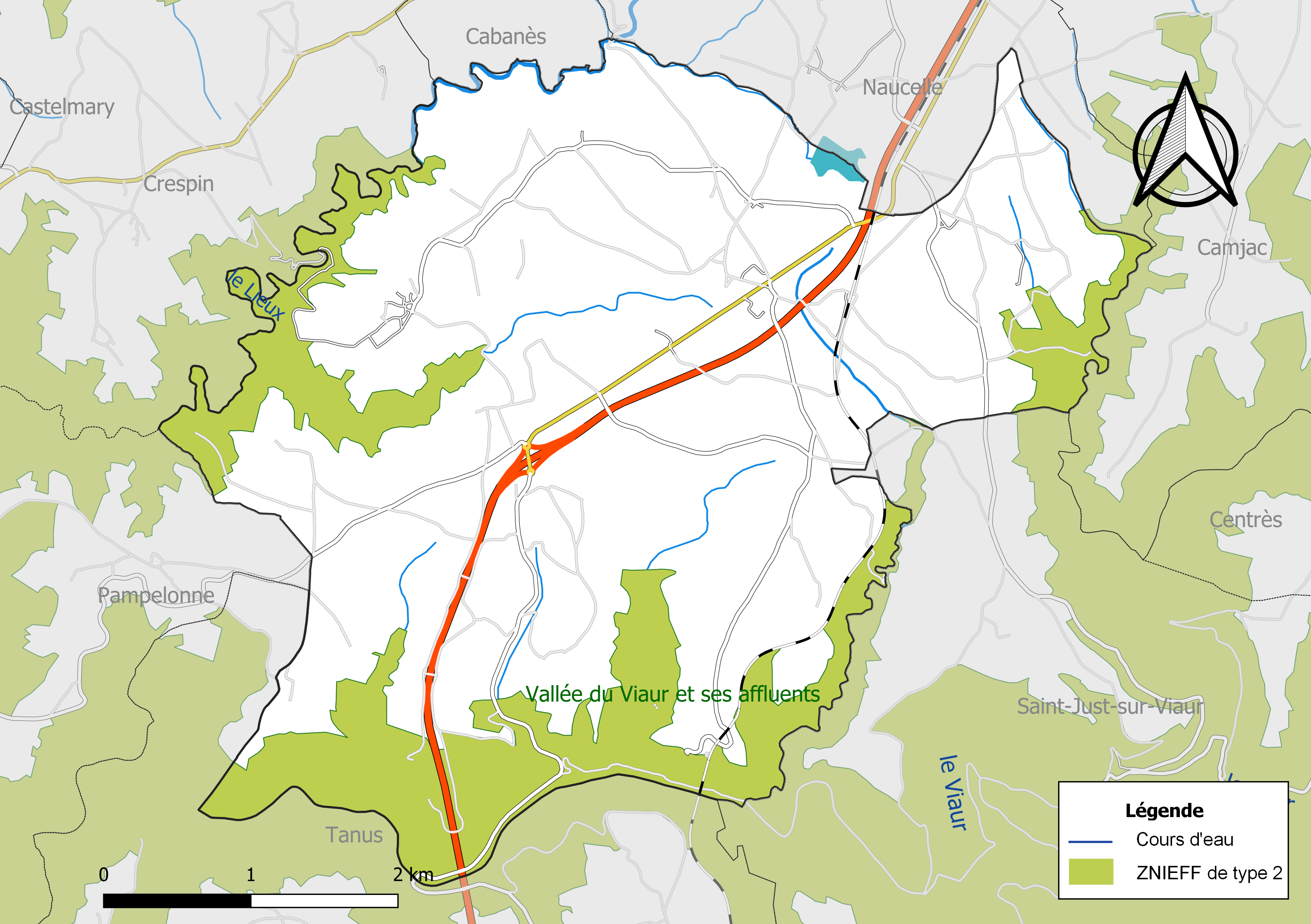
Carte de la ZNIEFF de type 2 de la commune.

## Urbanisme

### Typologie
Au 1er janvier 2024, Tauriac-de-Naucelle est catégorisée commune rurale à habitat très dispersé, selon la nouvelle grille communale de densité à 7 niveaux définie par l'Insee en 2022.
Elle est située hors unité urbaine et hors attraction des villes,.

### Occupation des sols

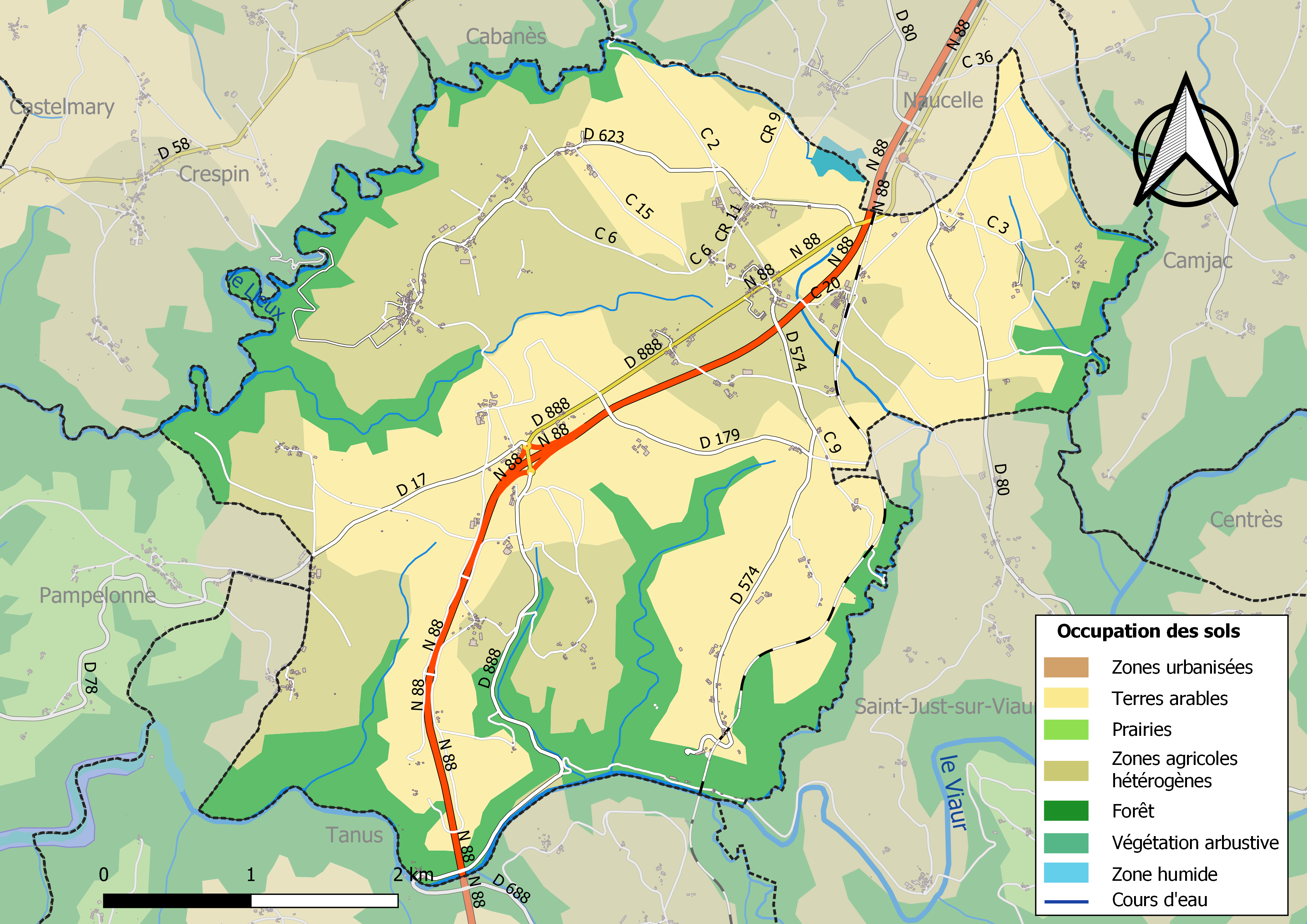
Infrastructures et occupation des sols de la commune de Tauriac-de-Naucelle.

L'occupation des sols de la commune, telle qu'elle ressort de la base de données européenne d’occupation biophysique des sols Corine Land Cover (CLC), est marquée par l'importance des territoires agricoles (79,2 % en 2018), une proportion sensiblement équivalente à celle de 1990 (79,1 %). La répartition détaillée en 2018 est la suivante : 
terres arables (45 %), zones agricoles hétérogènes (34,2 %), forêts (20,8 %).

### Planification
La loi SRU du 13 décembre 2000 a incité fortement les communes à se regrouper au sein d’un établissement public, pour déterminer les partis d’aménagement de l’espace au sein d’un SCoT, un document essentiel d’orientation stratégique des politiques publiques à une grande échelle. La commune est dans le territoire du SCoT du Centre Ouest Aveyron  approuvé en février 2020. La structure porteuse est le Pôle d'équilibre territorial et rural Centre Ouest Aveyron, qui associe neuf EPCI, notamment la communauté de communes Pays Ségali, dont la commune est membre.
La commune disposait en 2017 d'un plan local d'urbanisme approuvé. Le zonage réglementaire et le règlement associé peuvent être consultés sur le Géoportail de l'urbanisme.

### Risques majeurs
Le territoire de la commune de Tauriac-de-Naucelle est vulnérable à différents aléas naturels : climatiques (hiver exceptionnel ou canicule), feux de forêts et séisme (sismicité très faible).
Il est également exposé à deux risques technologiques, le transport de matières dangereuses et la rupture d'un barrage, et à un risque particulier, le risque radon,.

#### Risques naturels
Le Plan départemental de protection des forêts contre les incendies découpe le département de l’Aveyron en sept « bassins de risque » et définit une sensibilité des communes à l’aléa feux de forêt (de faible à très forte). La commune est classée en sensibilité faible.
Les mouvements de terrains susceptibles de se produire sur la commune sont soit des mouvements liés au retrait-gonflement des argiles, soit des effondrements liés à des cavités souterraines. Le phénomène de retrait-gonflement des argiles est la conséquence d'un changement d'humidité des sols argileux. Les argiles sont capables de fixer l'eau disponible mais aussi de la perdre en se rétractant en cas de sécheresse. Ce phénomène peut provoquer des dégâts très importants sur les constructions (fissures, déformations des ouvertures) pouvant rendre inhabitables certains locaux. La carte de zonage de cet aléa peut être consultée sur le site de l'observatoire national des risques naturels Géorisques. Une autre carte permet de prendre connaissance des cavités souterraines localisées sur la commune,.

#### Risques technologiques
Le risque de transport de matières dangereuses sur la commune est lié à sa traversée par une route à fort trafic et une ligne de chemin de fer. Un accident se produisant sur de telles infrastructures est en effet susceptible d’avoir des effets graves au bâti ou aux personnes jusqu’à 350 m, selon la nature du matériau transporté. Des dispositions d’urbanisme peuvent être préconisées en conséquence.
Dans le département de l'Aveyron on dénombre huit grands barrages susceptibles d’occasionner des dégâts en cas de rupture. La commune fait partie des 64 communes susceptibles d’être touchées par l’onde de submersion consécutive à la rupture d’un de ces barrages.

#### Risque particulier
Dans plusieurs parties du territoire national, le radon, accumulé dans certains logements ou autres locaux, peut constituer une source significative d’exposition de la population aux rayonnements ionisants. Toutes les communes du département sont concernées par le risque radon à un niveau plus ou moins élevé. Selon le dossier départemental des risques majeurs du département établi en 2013, la commune de Tauriac-de-Naucelle est classée à risque moyen à élevé. Un décret du 4 juin 2018 a modifié la terminologie du zonage définie dans le code de la santé publique et a été complété par un arrêté du 27 juin 2018 portant délimitation des zones à potentiel radon du territoire français. La commune est désormais en zone 3, à savoir zone à potentiel radon significatif.

## Histoire
La commune de Tauriac-de-Naucelle est créée par ordonnance du 20 mai 1829 en regroupant les communes de Tauriac, Saint-Martial, Cabrespines (rattachées à la mairie de Crespin depuis la Révolution) et le village de Bertrazès (soustrait à la commune de Saint-Just-sur-Viaur). La commune prend naissance l'année suivante, le 1er janvier 1830.
Un changement de nom de la commune est envisagé entre 1944 et 1945. Le chef-lieu de la commune est transféré du village de Tauriac-de-Naucelle au village de Saint-Martial le 28 juillet 1965, sans que le nom de la commune ne soit modifié.
Avec la commune voisine de Tanus, dans le Tarn, Tauriac-de-Naucelle partage deux grands ponts sur le Viaur. Le viaduc ferroviaire construit sur la ligne de Castelnaudary à Rodez entre 1895 et 1902 d'une longueur 460 m et de 116 m de haut  En 1998 est ouvert le viaduc routier de 573 mètres de longueur supportant la RN 88

## Politique et administration

### Découpage territorial
La commune de Tauriac-de-Naucelle est membre de la communauté de communes Pays Ségali, un établissement public de coopération intercommunale (EPCI) à fiscalité propre créé le 1er janvier 2017 dont le siège est à Baraqueville. Ce dernier est par ailleurs membre d'autres groupements intercommunaux.
Sur le plan administratif, elle est rattachée à l'arrondissement de Villefranche-de-Rouergue, au département de l'Aveyron et à la région Occitanie. Sur le plan électoral, elle dépend du  canton de Ceor-Ségala pour l'élection des conseillers départementaux, depuis le redécoupage cantonal de 2014 entré en vigueur en 2015, et de la deuxième circonscription de l'Aveyron  pour les élections législatives, depuis le dernier découpage électoral de 2010.

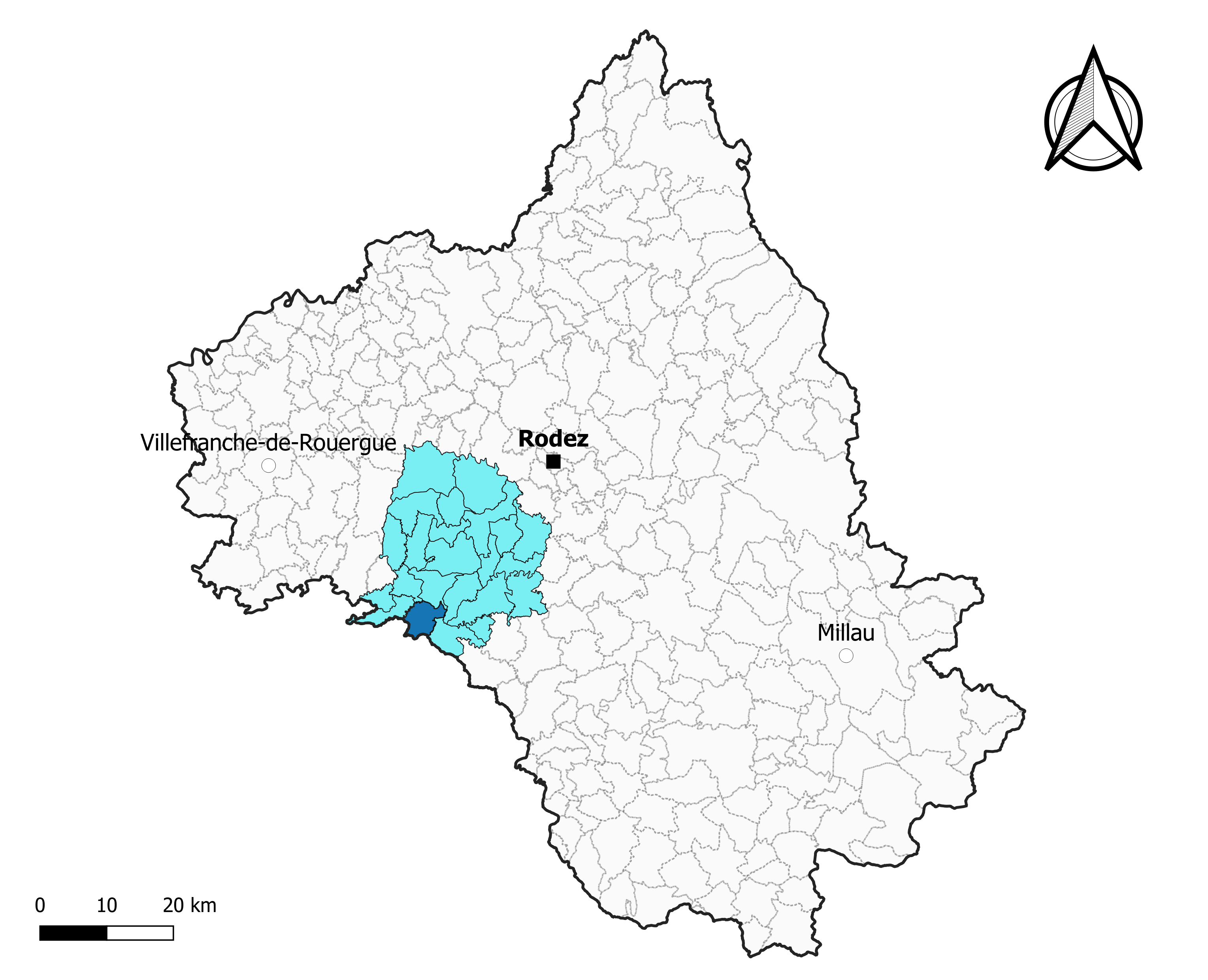
Tauriac-de-Naucelle dans l'intercommunalité en 2020.
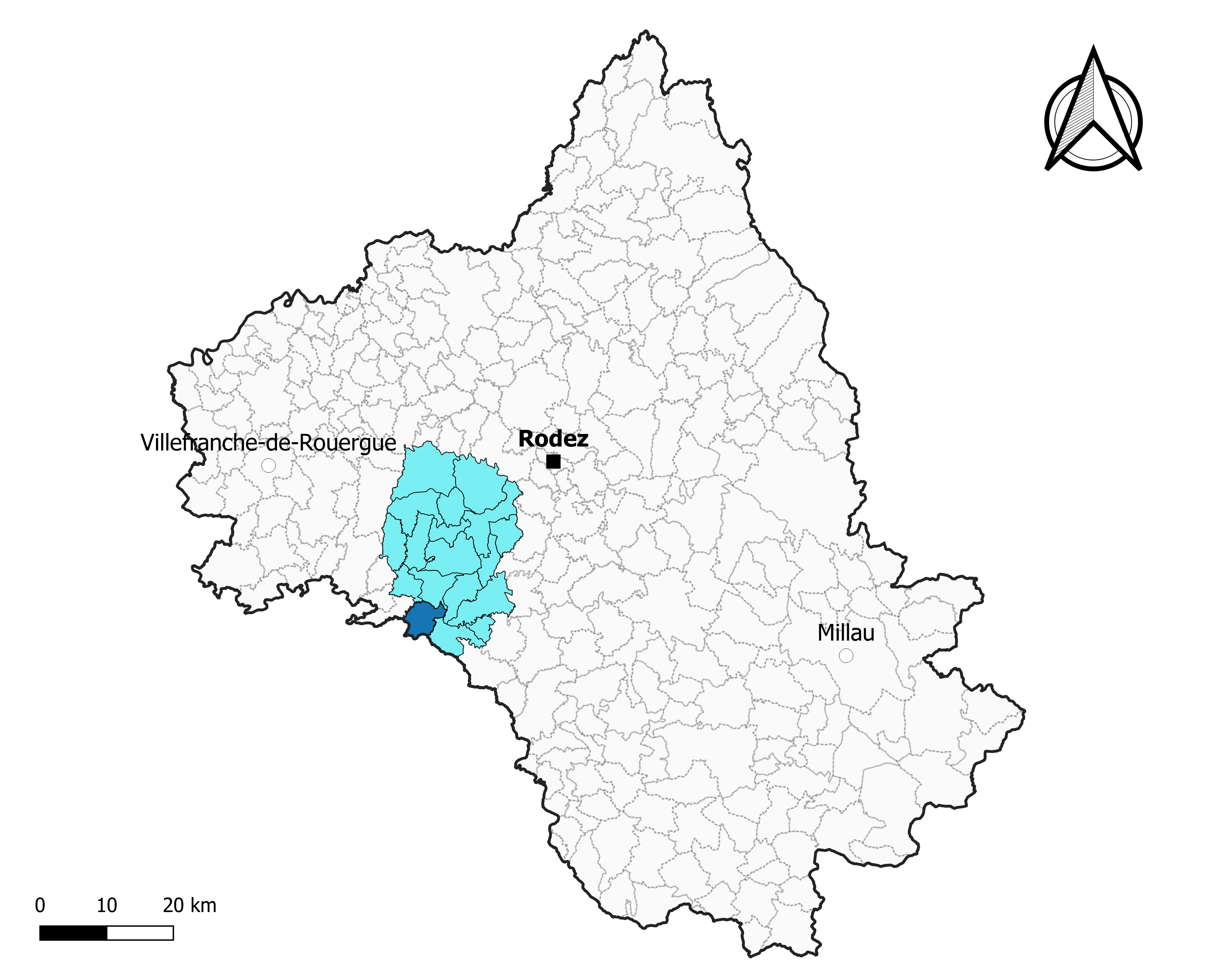
Tauriac-de-Naucelle dans le canton de Ceor-Ségala en 2020.
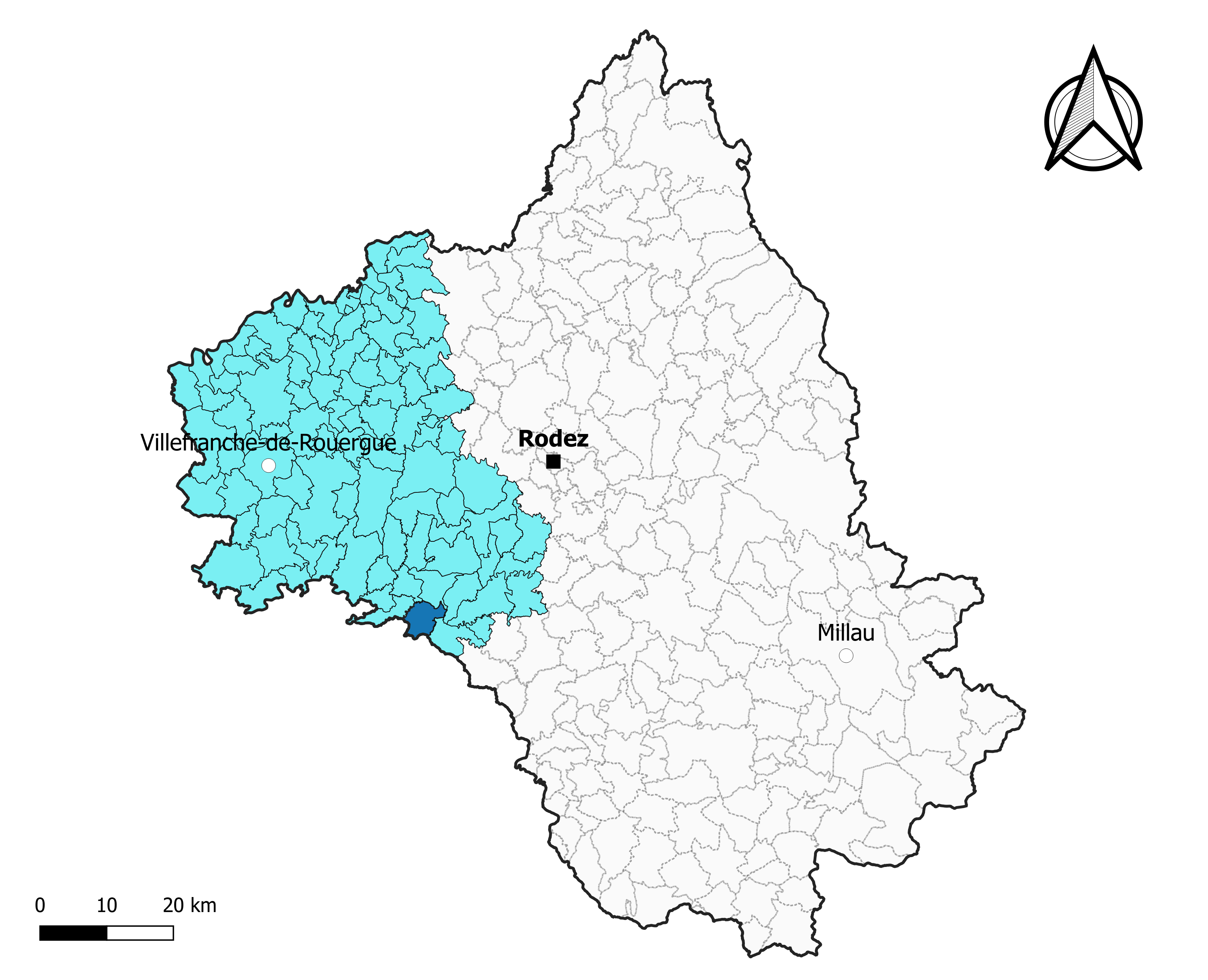
Tauriac-de-Naucelle dans l'arrondissement de Villefranche-de-Rouergue en 2020.

### Élections municipales et communautaires

#### Élections de 2020
Le conseil municipal de Tauriac-de-Naucelle, commune de moins de 1 000 habitants, est élu au scrutin majoritaire plurinominal à deux tours avec candidatures isolées ou groupées et possibilité de panachage. Compte tenu de la population communale, le nombre de sièges à pourvoir lors des élections municipales de 2020 est de 11. La totalité des onze candidats en lice est élue dès le premier tour, le 15 mars 2020, avec un taux de participation de 61,63 %.
Jean-Luc Tarroux est élu nouveau maire de la commune le 24 mai 2020.
Dans les communes de moins de 1 000 habitants, les conseillers communautaires sont désignés parmi les conseillers municipaux élus en suivant l’ordre du tableau (maire, adjoints puis conseillers municipaux) et dans la limite du nombre de sièges attribués à la commune au sein du conseil communautaire. Un siège est attribué à la commune au sein de la communauté de communes Pays Ségali.

#### Liste des maires
| Période                                  | Période  | Identité                 | Étiquette | Qualité                           |
| ---------------------------------------- | -------- | ------------------------ | --------- | --------------------------------- |
| 1830                                     | 1833     | Athanase Alary           |           |                                   |
| 1833                                     | 1847     | Antoine Dominique Devesy |           |                                   |
| 1847                                     | 1852     | François Alary           |           |                                   |
| 1852                                     | 1857     | Henri Alary              |           |                                   |
| 1857                                     | 1870     | François Alary           |           |                                   |
| 1870                                     | 1892     | Urbain Alary             |           |                                   |
| 1892                                     | 1909     | François Monjales        |           |                                   |
| 1909                                     | 1914     | Pierre Firmin Cuq        |           |                                   |
| 1914                                     | 1917     | Philippe Lacroix         |           |                                   |
| 1917                                     | 1925     | Pierre Firmin Cuq        |           |                                   |
| 1925                                     | 1929     | Justin Espie             |           |                                   |
| 1929                                     | 1935     | Joseph Barres            |           |                                   |
| 1935                                     | 1944     | Marius Routaboul         |           |                                   |
| 1944                                     | 1945     | Albert Espie             |           |                                   |
| 1945                                     | 1947     | Irénée Bessiere          |           |                                   |
| 1947                                     | 1953     | Marius Routaboul         |           |                                   |
| 1953                                     | 1977     | André Chauchard          |           |                                   |
| 1977                                     | 1983     | Paul Maffre              |           |                                   |
| 1983                                     | mai 2020 | Joël Mouysset            |           | Agriculteur exploitant            |
| mai 2020                                 | En cours | Jean-Luc Tarroux,        |           | Ancienne profession intermédiaire |
| Les données manquantes sont à compléter. |          |                          |           |                                   |

## Démographie
L'évolution du nombre d'habitants est connue à travers les recensements de la population effectués dans la commune depuis 1793. Pour les communes de moins de 10 000 habitants, une enquête de recensement portant sur toute la population est réalisée tous les cinq ans, les populations de référence des années intermédiaires étant quant à elles estimées par interpolation ou extrapolation. Pour la commune, le premier recensement exhaustif entrant dans le cadre du nouveau dispositif a été réalisé en 2007.

En 2022, la commune comptait 386 habitants, en évolution de +4,61 % par rapport à 2016 (Aveyron : +0,37 %, France hors Mayotte : +2,11 %).
| 1793 | 1800 | 1831 | 1836 | 1841  | 1846  | 1851  | 1856  | 1861  |
| ---- | ---- | ---- | ---- | ----- | ----- | ----- | ----- | ----- |
| 270  | 198  | 888  | 933  | 1 007 | 1 035 | 1 017 | 1 027 | 1 030 |

| 1866  | 1872  | 1876  | 1881  | 1886  | 1891  | 1896  | 1901  | 1906 |
| ----- | ----- | ----- | ----- | ----- | ----- | ----- | ----- | ---- |
| 1 074 | 1 056 | 1 089 | 1 122 | 1 074 | 1 029 | 1 054 | 1 010 | 980  |

| 1911 | 1921 | 1926 | 1931 | 1936 | 1946 | 1954 | 1962 | 1968 |
| ---- | ---- | ---- | ---- | ---- | ---- | ---- | ---- | ---- |
| 934  | 784  | 800  | 755  | 762  | 684  | 677  | 613  | 570  |

| 1975 | 1982 | 1990 | 1999 | 2006 | 2007 | 2012 | 2017 | 2022 |
| ---- | ---- | ---- | ---- | ---- | ---- | ---- | ---- | ---- |
| 523  | 452  | 365  | 354  | 381  | 385  | 363  | 372  | 386  |

## Économie

### Revenus
En 2018  (données Insee publiées en septembre 2021), la commune compte 164 ménages fiscaux, regroupant 374 personnes. La médiane du revenu disponible par unité de consommation est de 17 270 € (20 640 € dans le département).

### Emploi
| Division       | 2008  | 2013  | 2018  |
| -------------- | ----- | ----- | ----- |
| Commune        | 3,2 % | 7,2 % | 9,3 % |
| Département    | 5,4 % | 7,1 % | 7,1 % |
| France entière | 8,3 % | 10 %  | 10 %  |

En 2018, la population âgée de 15 à 64 ans s'élève à 212 personnes, parmi lesquelles on compte 72,7 % d'actifs (63,5 % ayant un emploi et 9,3 % de chômeurs) et 27,3 % d'inactifs,. En  2018, le taux de chômage communal (au sens du recensement) des 15-64 ans est supérieur à celui du département, mais inférieur à celui de la France, alors qu'il était inférieur à celui du département et de la France en 2008.
La commune est hors attraction des villes,. Elle compte 72 emplois en 2018, contre 75 en 2013 et 80 en 2008. Le nombre d'actifs ayant un emploi résidant dans la commune est de 138, soit un indicateur de concentration d'emploi de 52,1 % et un taux d'activité parmi les 15 ans ou plus de 50,1 %.
Sur ces 138 actifs de 15 ans ou plus ayant un emploi, 56 travaillent dans la commune, soit 41 % des habitants. Pour se rendre au travail, 73 % des habitants utilisent un véhicule personnel ou de fonction à quatre roues, 7,8 % s'y rendent en deux-roues, à vélo ou à pied et 19,2 % n'ont pas besoin de transport (travail au domicile).

### Activités hors agriculture
39 établissements sont implantés  à Tauriac-de-Naucelle au 31 décembre 2019. Le tableau ci-dessous en détaille le nombre par secteur d'activité et compare les ratios avec ceux du département,.
| Secteur d'activité                                                                                        | Commune | Commune | Département |
| Secteur d'activité                                                                                        | Nombre  | %       | %           |
| --- | ------- | ------- | ----------- |
| Ensemble                                                                                                  | 39      |         |             |
| Industrie manufacturière, industries extractives et autres                                                | 18      | 46,2 %  | (17,7 %)    |
| Construction                                                                                              | 4       | 10,3 %  | (13 %)      |
| Commerce de gros et de détail, transports, hébergement et restauration                                    | 6       | 15,4 %  | (27,5 %)    |
| Activités immobilières                                                                                    | 2       | 5,1 %   | (4,2 %)     |
| Activités spécialisées, scientifiques et techniques et activités de services administratifs et de soutien | 5       | 12,8 %  | (12,4 %)    |
| Administration publique, enseignement, santé humaine et action sociale                                    | 1       | 2,6 %   | (12,7 %)    |
| Autres activités de services                                                                              | 3       | 7,7 %   | (7,8 %)     |

Le secteur de l'industrie manufacturière, des industries extractives et autres est prépondérant sur la commune puisqu'il représente 46,2 % du nombre total d'établissements de la commune (18 sur les 39 entreprises implantées  à Tauriac-de-Naucelle), contre 17,7 % au niveau départemental.

### Agriculture
La commune est dans le Segala, une petite région agricole occupant l'ouest du département de l'Aveyron. En 2020, l'orientation technico-économique de l'agriculture  sur la commune est l'élevage bovin, orientation mixte lait et viande.
|               | 1988  | 2000  | 2010  | 2020  |
| ------------- | ----- | ----- | ----- | ----- |
| Exploitations | 64    | 47    | 41    | 35    |
| SAU (ha)      | 1 560 | 1 739 | 1 795 | 1 696 |

Le nombre d'exploitations agricoles en activité et ayant leur siège dans la commune est passé de 64 lors du recensement agricole de 1988  à 47 en 2000 puis à 41 en 2010 et enfin à 35 en 2020, soit une baisse de 45 % en 32 ans. Le même mouvement est observé à l'échelle du département qui a perdu pendant cette période 51 % de ses exploitations,. La surface agricole utilisée sur la commune a quant à elle augmenté, passant de 1 560 ha en 1988 à 1 696 ha en 2020. Parallèlement la surface agricole utilisée moyenne par exploitation a augmenté, passant de 24 à 48 ha.

## Culture locale et patrimoine

### Édifices religieux
- Église de Saint-Martial[63], anciennement paroisse de Saint Martial de Contenson annexe de Tauriac.
- Église Saint-Jean-Baptiste de Tauriac-de-Naucelle.

L'église de Saint-Martial de Contenson est dédiée à Martial de Limoges vivant au IIIe siècle. Le village des Canabières (en Lévezou) était le siège de la plus ancienne commanderie de l'ordre hospitalier de St-Jean de Jérusalem (avant 1120) et elle avait comme dépendances : Saint-Jean-de-Bouloc, Canet, Bellegarde, le domaine de Bolhac, le fief d'Aboul, la paroisse de Tauriac et son annexe Saint-Martial de Contenson, et enfin la Clau, ancienne Maison du Temple réunie à celle des Canabières au XVe siècle.

### Édifices civils
- Le viaduc du Viaur (1902)  Inscrit MH (1984)[64].

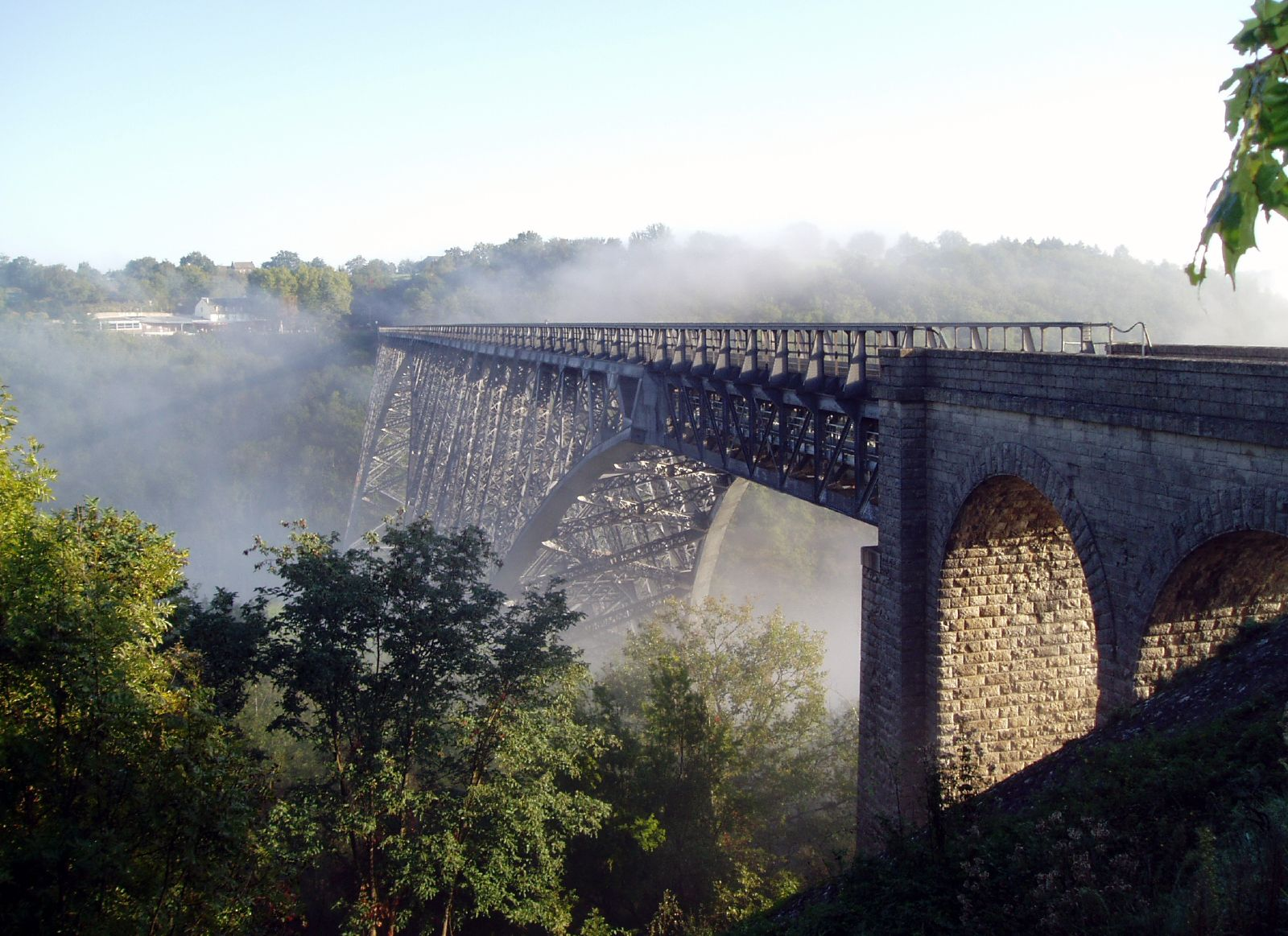
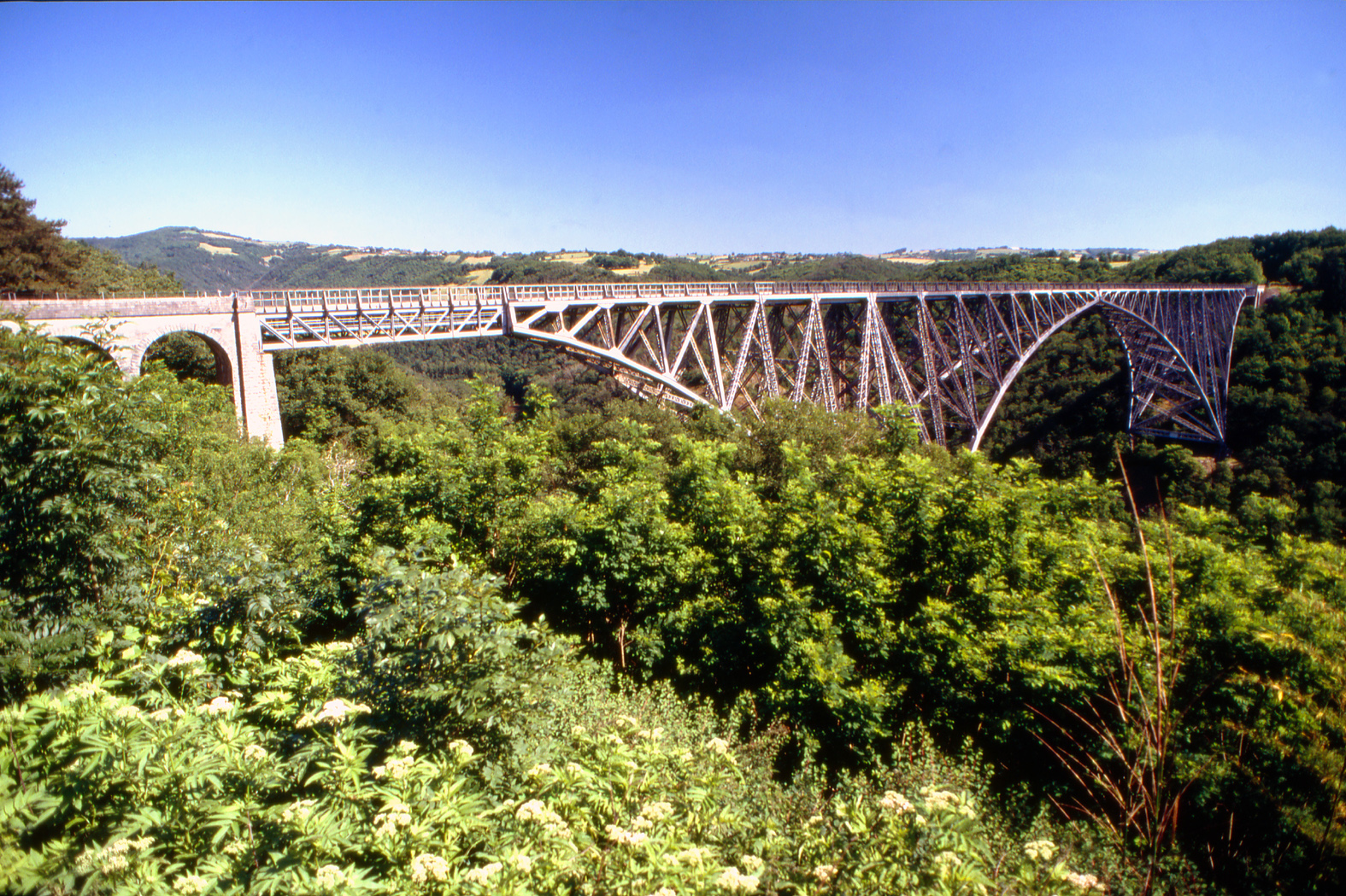
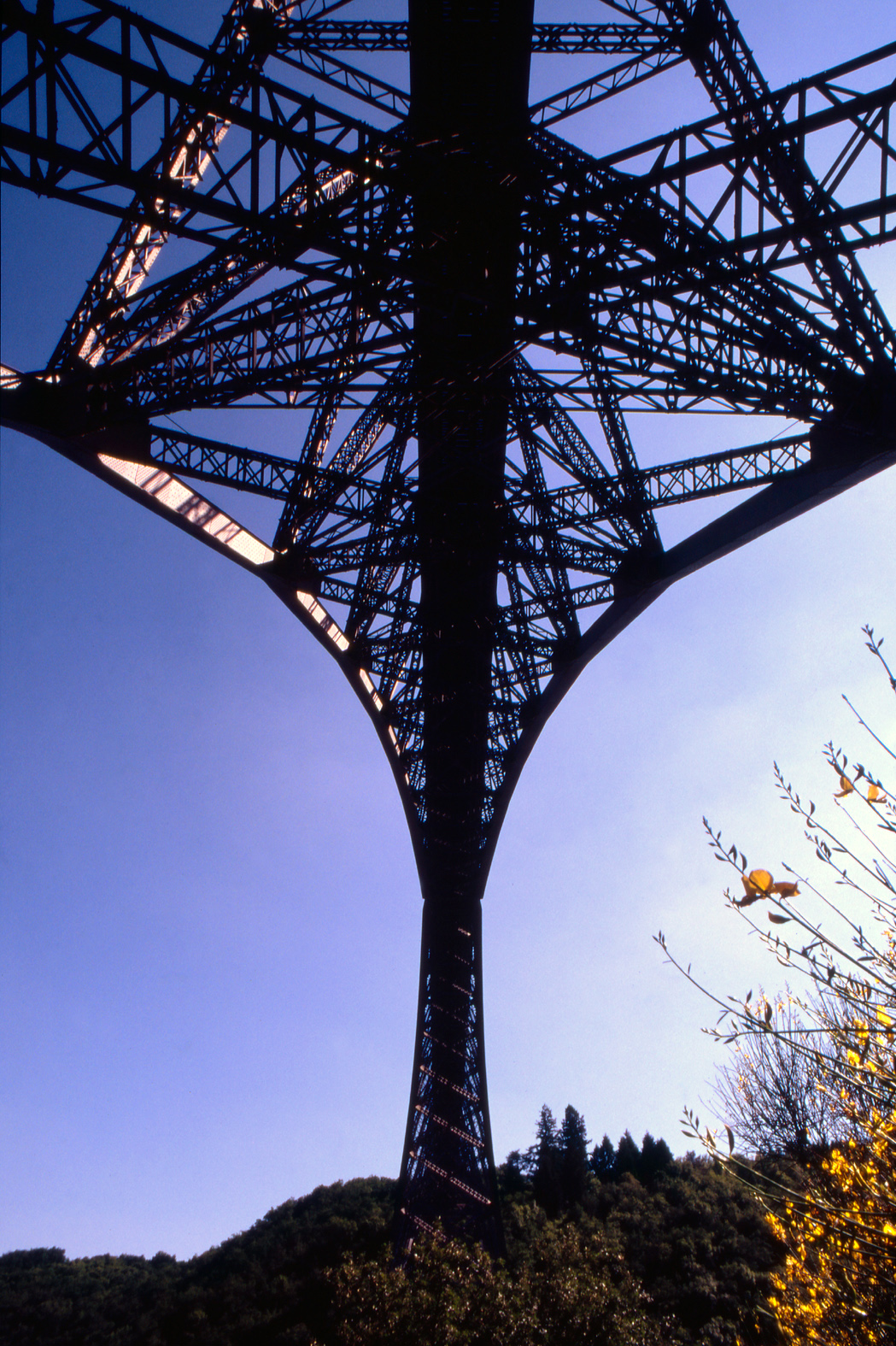
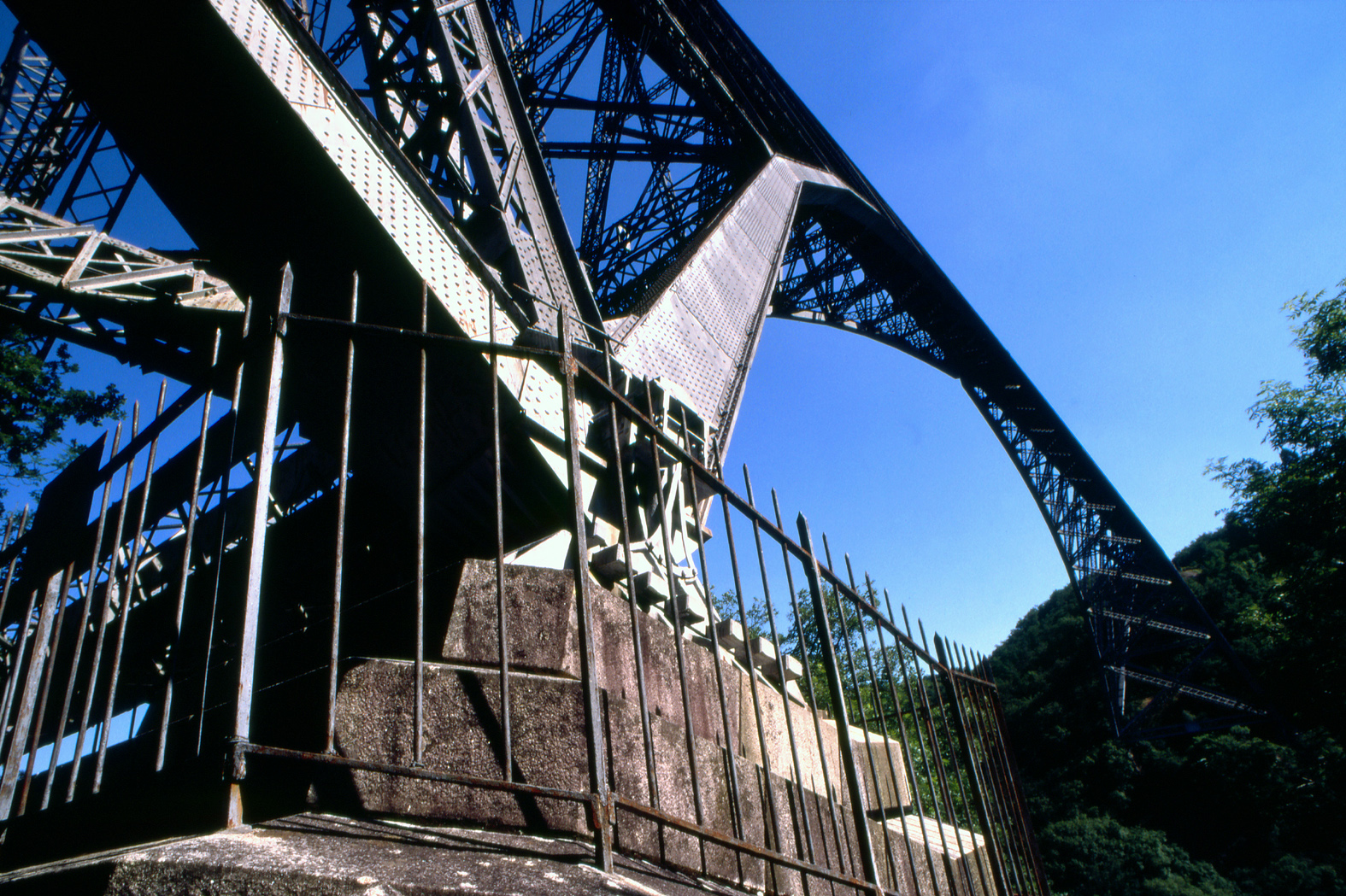
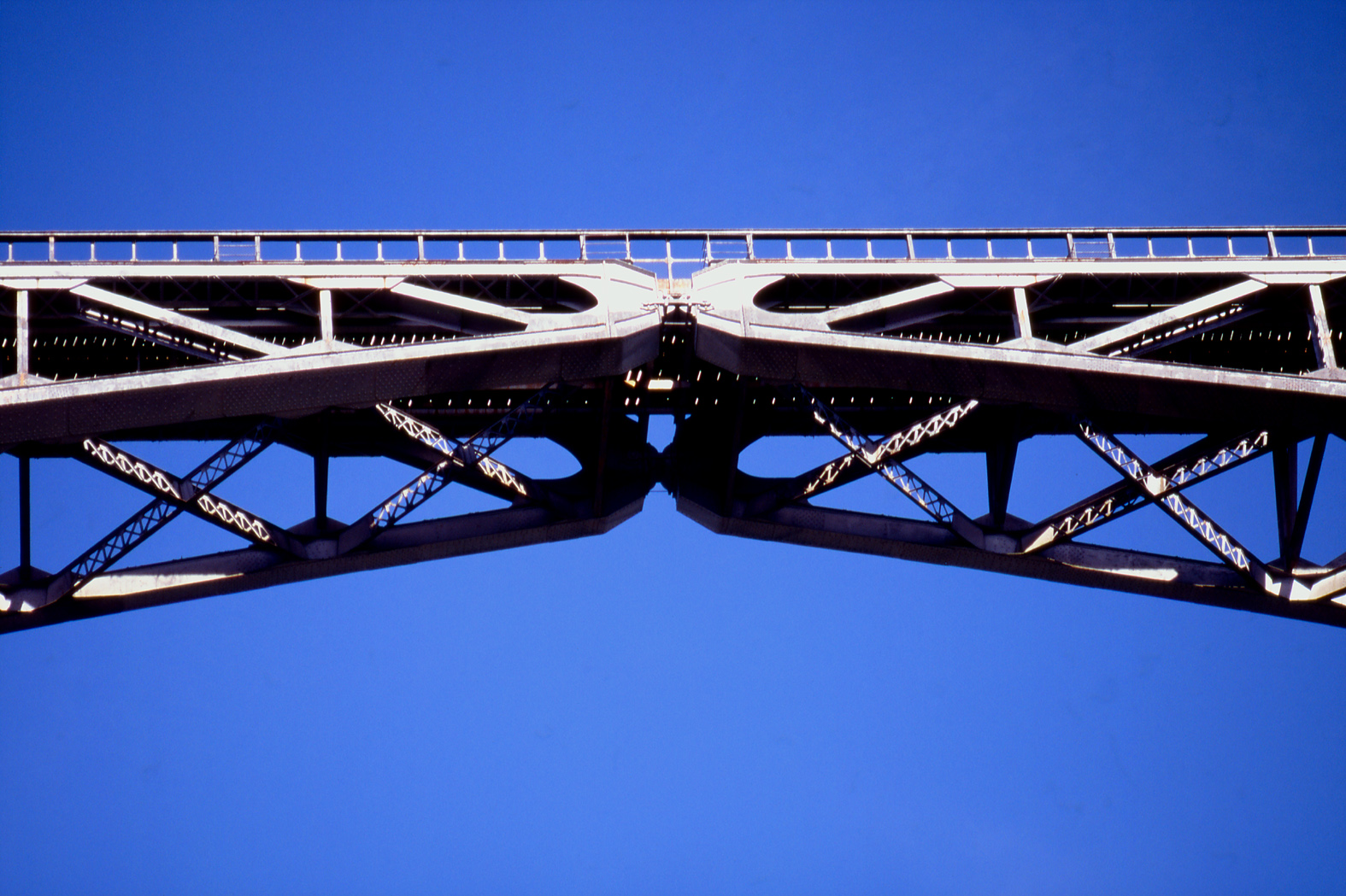
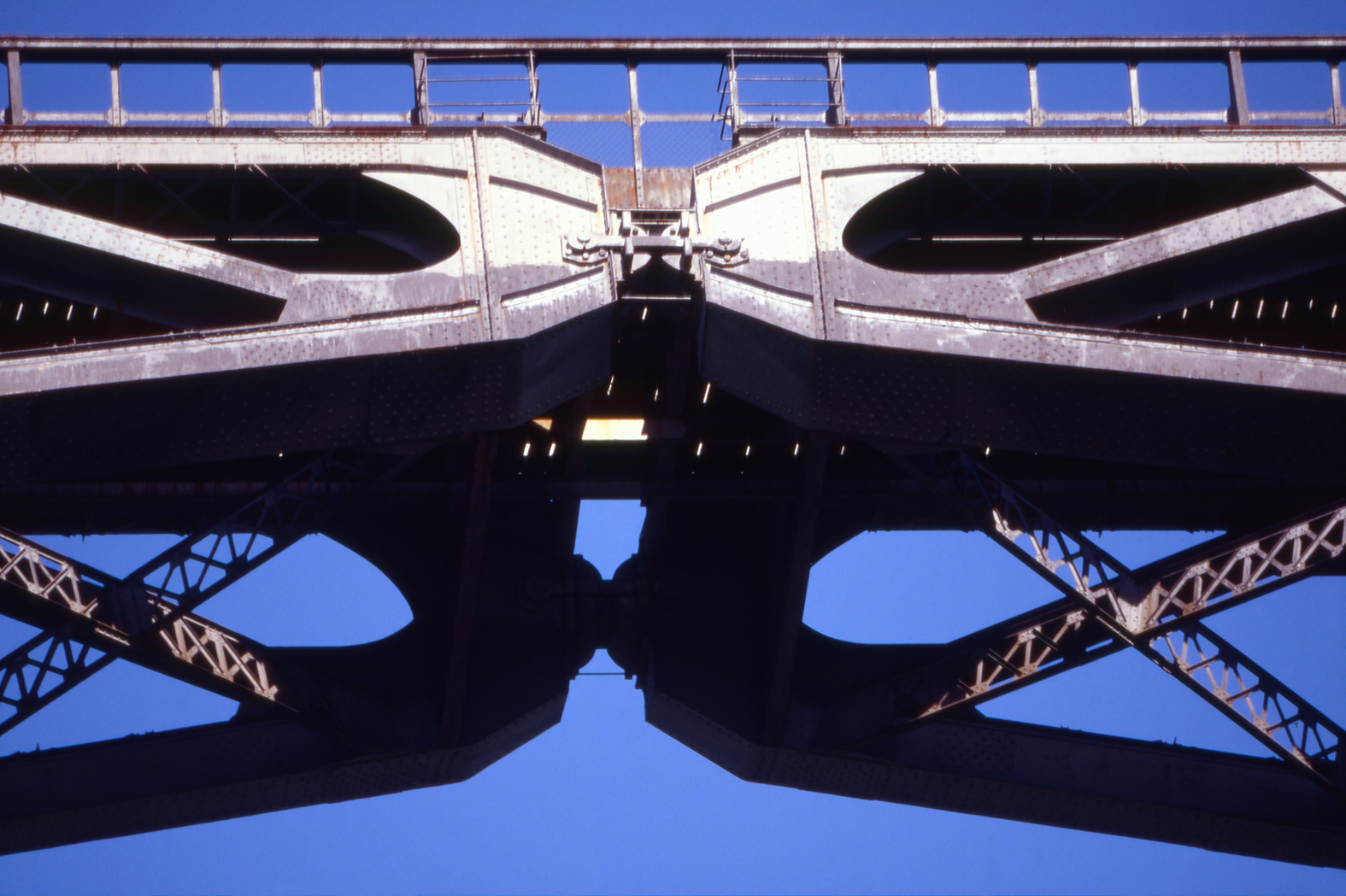

- Le viaduc routier du Viaur (1998)

### Personnalités liées à la commune
- Paul-Joseph Bodin, ingénieur français, inventeur des arcs équilibrés. On lui doit entre autres la construction du viaduc du Viaur en 1902.

### Héraldique
| Blason de Tauriac-de-Naucelle | Blason  | D'or au chef-pal d'azur, chargé en chef d'un viaduc d'une seule arche d'argent, mouvant des flancs et surmontant une croix de Malte du même ; accompagné à dextre d'un calice et à senestre d'une aigle, le tout de sable. |
| Blason de Tauriac-de-Naucelle | Détails | Le chef-pal par sa forme en T sert d’initiale au nom de la commune. D’azur, il représente le Viaur qui traverse le territoire. Le viaduc représente celui de Bodin, daté de 1902. Il a permis le franchissement du Viaur en cet endroit fort accidenté. La croix de Malte indique que Tauriac était le siège d’une commanderie de Saint-Jean-de-Jérusalem. Le territoire de Tauriac est composé de trois villages importants : Tauriac, La-Baraque-Saint-Jean et Saint-Martial. Ce sont ces deux autres villages qui sont représentés de part et d’autre du pal. Le calice est le symbole iconographique de saint Martial car il pouvait ressusciter les morts. Il est de sable sur fond or pour rappeler les couleurs employées dans le blason de Naucelle. L’aigle est le symbole iconographique de saint Jean. Il vient donc représenter le hameau de La-Baraque-Saint-Jean. Les couleurs utilisées sont également celles de Naucelle. Les ornements sont deux gerbes de seigle d’or mises en sautoir par la pointe et liées d’azur afin d’honorer l’activité agricole. Le listel d’argent porte le nom de la commune en lettres majuscules de sable. La couronne de tours dit que l’écu est celui d’une commune ; elle n’a rien à voir avec des fortifications. Adopté en juillet 2010. Auteur(s)J-C Molinier |